# Раймондо ди Кардона
О тёзке см. Рамон де Кардона
Раймондо Кардона (итал. Raimondo (Folch) di Cardona, ум. 1335) — кондотьер XIV века, происходивший из каталонского рода Кардона.
Участвовал в боях гвельфов и гибеллинов, стоя во главе папских войск; после ряда удач был совершенно разбит Каструччио Кастракани в 1325 и взят в плен.